# Großer BDA-Preis
O Große BDA-Preis é um prêmio de arquitetura estabelecido em 1963 em Berlim pela Associação de Arquitetos Alemães. 

## Recipientes
- 1964: Hans Scharoun, Berlim
- 1966: Ludwig Mies van der Rohe, Chicago
- 1968: Egon Eiermann, Karlsruhe
- 1972: Günter Behnisch + Partner, Stuttgart
- 1973: Michael Eberl & Partner, Munique[2]
- 1975: Arbeitsausschuss des Evangelischen Kirchenbautages und Gottfried Böhm
- 1978: Carlfried Mutschler + Partner, Mannheim
- 1982: Frei Otto, Warmbronn
- 1987: Oswald Mathias Ungers
- 1990: Karljosef Schattner, Eichstätt
- 1993: Thomas Herzog, Munique
- 1996: Heinz Bienefeld (póstumo), Swisttal
- 1999: Hanns Adrian, Hannover
- 2005: Meinhard von Gerkan e Volkwin Marg, Hamburgo
- 2009: Joachim Schürmann e Margot Schürmann (póstumo), Colônia (2008)
- 2011: Volker Staab, Berlim
- 2014: Axel Schultes
- 2017: Peter Zumthor
- 2020: Anne Lacaton e Jean-Philippe Vassal